# Aaron Sangala
Pour les articles homonymes, voir Sangala.
Aaron Sangala, né en 1958, est un homme politique Malawien, Ministre de l'Intérieur et de la Sécurité publique dans le cabinet du Malawi en mai 2009.

## Biographie
Aaron Sangala est né en 1958, petit-fils de James Frederick Sangala, l'un des membres fondateurs du Nyasaland Congrès Africain. Il a travaillé pour Lever Brothers (1974-1981), pour l'ambassade française en enseignant les langues modernes et au Saint-Andrews, lycée d'enseignement de la musique. 
Il est un des membres fondateurs de la Sambangoma Troupe Culturelle, Capital Theatre, Blantyre Table Ronde et Tiakalulu Quatuor de guitares.
Avec Ricardo Garcia et Bashir Sacranie, il a été un membre fondateur du groupe de Kalulu.

### Carrière politique
Sangala a été élu Membre du Parlement pour Blantyre Ndirande Malabada en 2004. En juin 2006, il est nommé vice-Ministre de la Santé, et en mai 2007, est devenu vice-Ministre de la Femme et du Développement de l'Enfant. En 2008, il devient Ministre de la Défense Nationale. 
Il a contesté l'Élection générale de mai 2009 et a été réélu. Il est nommé Ministre de l'Intérieur et de la Sécurité publique dans le cabinet qui a pris effet le 15 juin 2009.
Il a conservé cette position dans le conseil des ministres annoncé le 9 août 2010.